# Іскир (община Гулянці)
І́скир (болг. Искър) — село в Плевенській області Болгарії. Входить до складу общини Гулянці.

## Населення
За даними перепису населення 2011 року у селі проживали 286 осіб, з них 284 особи (99,6%) — болгари.
Розподіл населення за віком у 2011 році:
Динаміка населення: